# Lo Polzin
Lo Polzin (en francès Le Pouzin) és un municipi francès situat al departament de l'Ardecha i a la regió d'Alvèrnia-Roine-Alps. L'any 2007 tenia 2.820 habitants.

## Demografia

### Població
El 2007 la població de fet de Le Pouzin era de 2.820 persones. Hi havia 1.134 famílies de les quals 352 eren unipersonals (149 homes vivint sols i 203 dones vivint soles), 359 parelles sense fills, 324 parelles amb fills i 99 famílies monoparentals amb fills.
La població ha evolucionat segons el següent gràfic:
Habitants censats

### Habitatges
El 2007 hi havia 1.279 habitatges, 1.171 eren l'habitatge principal de la família, 20 eren segones residències i 89 estaven desocupats. 742 eren cases i 536 eren apartaments. Dels 1.171 habitatges principals, 590 estaven ocupats pels seus propietaris, 546 estaven llogats i ocupats pels llogaters i 35 estaven cedits a títol gratuït; 6 tenien una cambra, 98 en tenien dues, 269 en tenien tres, 381 en tenien quatre i 417 en tenien cinc o més. 679 habitatges disposaven pel capbaix d'una plaça de pàrquing. A 571 habitatges hi havia un automòbil i a 401 n'hi havia dos o més.

### Piràmide de població
La piràmide de població per edats i sexe el 2009 era:
| Homes | Edats   | Dones |
| ----- | ------- | ----- |
| 8     | 95 o +  | 4     |
| 8     | 90 a 94 | 12    |
| 28    | 85 a 89 | 52    |
| 20    | 80 a 84 | 36    |
| 56    | 75 a 79 | 88    |
| 48    | 70 a 74 | 76    |
| 56    | 65 a 69 | 76    |
| 68    | 60 a 64 | 76    |
| 76    | 55 a 59 | 80    |
| 88    | 50 a 54 | 68    |
| 116   | 45 a 49 | 104   |
| 64    | 40 a 44 | 92    |
| 80    | 35 a 39 | 76    |
| 88    | 30 a 34 | 72    |
| 104   | 25 a 29 | 100   |
| 92    | 20 a 24 | 88    |
| 140   | 15 a 19 | 96    |
| 68    | 10 a 14 | 52    |
| 56    | 5 a 9   | 48    |
| 72    | 0 a 4   | 36    |

## Economia
El 2007 la població en edat de treballar era de 1.777 persones, 1.248 eren actives i 529 eren inactives. De les 1.248 persones actives 1.037 estaven ocupades (582 homes i 455 dones) i 212 estaven aturades (101 homes i 111 dones). De les 529 persones inactives 144 estaven jubilades, 153 estaven estudiant i 232 estaven classificades com a «altres inactius».

### Ingressos
El 2009 a Le Pouzin hi havia 1.188 unitats fiscals que integraven 2.783,5 persones, la mediana anual d'ingressos fiscals per persona era de 14.923 €.

### Activitats econòmiques
Dels 201 establiments que hi havia el 2007, 3 eren d'empreses extractives, 8 d'empreses alimentàries, 3 d'empreses de fabricació de material elèctric, 3 d'empreses de fabricació d'elements pel transport, 14 d'empreses de fabricació d'altres productes industrials, 37 d'empreses de construcció, 31 d'empreses de comerç i reparació d'automòbils, 20 d'empreses de transport, 13 d'empreses d'hostatgeria i restauració, 11 d'empreses financeres, 7 d'empreses immobiliàries, 17 d'empreses de serveis, 20 d'entitats de l'administració pública i 14 d'empreses classificades com a «altres activitats de serveis».
Dels 56 establiments de servei als particulars que hi havia el 2009, 1 era una gendarmeria, 1 oficina de correu, 2 oficines bancàries, 3 funeràries, 5 tallers de reparació d'automòbils i de material agrícola, 1 taller d'inspecció tècnica de vehicles, 1 autoescola, 8 paletes, 7 guixaires pintors, 4 fusteries, 1 lampisteria, 4 electricistes, 3 empreses de construcció, 6 perruqueries, 1 veterinari, 6 restaurants, 1 agència immobiliària i 1 saló de bellesa.
Dels 15 establiments comercials que hi havia el 2009, 1 era un hipermercat, 2 botiges de menys de 120 m², 4 fleques, 2 carnisseries, 2 llibreries, 1 una llibreria, 1 una botiga de roba, 1 una botiga de material de revestiment de parets i terra i 1 una joieria.
L'any 2000 a Le Pouzin hi havia 5 explotacions agrícoles.

## Equipaments sanitaris i escolars
El 2009 hi havia 2 farmàcies i 1 ambulància.
El 2009 hi havia 1 escola maternal i 2 escoles elementals. Le Pouzin disposava d'un col·legi d'educació secundària amb 308 alumnes.

## Poblacions més properes
El següent diagrama mostra les poblacions més properes.